# Muniz Freire (político)
José de Melo Carvalho Muniz Freire, mais conhecido como Muniz Freire (Vitória, 13 de julho de 1861 — Rio de Janeiro, 3 de abril de 1918), foi um advogado, jornalista e político brasileiro. Muniz Freire foi governador do estado do Espírito Santo por dois mandatos, entre (1892 e 1896; 1900 a 1904), além de senador (1905 a 1914), vereador de Vitória (1883 a 1889), deputado provincial (1882 a 1883; 1888 a 1889) e deputado federal (1890 e 1892). Em sua homenagem, foi dado o nome de "Muniz Freire" a um município interiorano do sul do estado do Espírito Santo que faz parte da região do Caparaó. E em homenagem à sua esposa, Colatina Soares de Azevedo, foi dado o nome de "Colatina" a um município ao noroeste do estado do Espírito Santo.

## Esposa
Ocorreu em 28 de janeiro de 1882, o casamento de José de Melo Carvalho Muniz Freire com Dona Colatina Essa senhora inspirou em 1899 o nome da cidade capixaba de Colatina, a Princesa do Norte. O casal teve dez filhos.
Colatina Soares de Azevedo era natural do estado de São Paulo. Nasceu em 24 de novembro de 1864, filha de Sebastião José Rodrigues de Azevedo e Colatina Soares de Azevedo, cujo pai foi o capitão Joaquim Celestino de Abreu Soares, Barão de Paranapanema. A esposa desse insígne capitão era Joaquina Angélica de Oliveira, em cuja ascendência figura o cavaleiro fidalgo da casa de João III de Portugal, Antônio de Oliveira, 1º Feitor da Fazenda Real da Capitania de São Vicente, por mercê real de 1537, lugar-tenente de Martim Afonso de Sousa.
Dona Colatina desde jovem dominava as línguas alemã, francesa e italiana. Aprendeu música com o famoso maestro Girondon e cantou muitos saraus nos palácios em São Paulo, durante o tempo do de Florêncio de Abreu (presidente do estado). do então governador (presidente do Estado).
A data de seu falecimento não é conhecida.

## Vida e trajetória política
José de Melo Carvalho Muniz Freire nasceu em Vitória em 13 de julho de 1861. Era filho de Manoel Feliciano Muniz Freire, um militar oriundo da Bahia, que, ao chegar ao Espírito Santo, casou-se com Maria Emilia Muniz Freire, membro de uma importante família capixaba, assim como seu primo, Alfeu Adolfo Monjardim de Andrade e Almeida, o Barão de Monjardim.
Desde jovem, Muniz Freire se interessava pelo jornalismo. No entanto, formou-se em Direito, pela Faculdade de Direito de São Paulo, no Largo de São Francisco, em 1881. Por lá, casou-se com Colatina Soares de Azevedo, descendente do Barão de Paranapanema. Voltando a Vitória, passou a exercer o cargo de advogado, abrindo um escritório de advocacia com seu amigo Afonso Cláudio de Freitas Rosa. Além disso, com outro amigo, Cleto Nunes Pereira, fundou o jornal A Província do Espírito Santo, influenciado pelas ideias do Partido Liberal e pelo Positivismo. 
Assim como seu primo, seu pai e seu avô materno, Muniz Freire ingressou no Partido Liberal, partido pelo qual foi eleito vereador de Vitória, deputado provincial e deputado geral, cargo este que não chegou a assumir devido à Proclamação da República do Brasil, em 1889.
Após aquele episódio, publicou um manifesto pelo qual justificou a queda do Segundo reinado , e, após alguns meses no ostracismo político, foi convidado por seu amigo Afonso Cláudio de Freitas Rosa - republicano histórico nomeado governador do Espírito Santo pelo presidente marechal Deodoro da Fonseca - a redigir um anteprojeto constitucional para o estado do Espírito Santo, causando a ira de outros republicanos históricos, tais como Bernardo Horta de Araújo. Ainda em 1890, foi um dos fundadores e líderes do Partido republicano Construtor, criado para dar sustentação política ao governo estadual de seu amigo. Em seguida, foi eleito deputado federal constituinte, cargo que permaneceu até 1892, quando foi eleito pela Assembleia Legislativa do Espírito Santo presidente do estado do Espírito Santo, nome conferido aos governadores pela Constituição estadual de 1892.
Durante seu mandato, que durou de 3 de maio de 1892 a 23 de maio de 1896, realizou diversas medidas, tais como a construção do quartel de política, de um teatro e melhorias urbanas na capital, além da Estrada de ferro Sul do Espírito Santo. Além disso, importou significativa quantidade de imigrantes, mormente italianos, para dar corpo ao projeto de afirmação regional que era estruturado no desenvolvimento do povoamento, da produção agrícola e do transporte, com incremento das comunicações ferroviárias com Minas Gerais e a centralização das exportações no Porto de Vitória. Apesar de coincidir seu governo com um período de euforia econômica do estado devido ao aumento das exportações cafeeiras e o conseguinte aumento da receita por causa do imposto de exportação, Muniz Freire endividou o estado, fato agravado pela crise cafeeira que assolou o Espírito Santo no último quinquênio do século XIX. Todavia, alcançou alta popularidade em seu governo, tendo quase conseguido, com a ajuda dos deputados estaduais, a aprovação de uma emenda constitucional que garantiria sua reeleição. Apesar do fracasso, saiu do governo com extrema popularidade, e como principal oligarca do estado, à frente do Partido Republicano Construtor.
No período entre 1896 e 1900, Muniz Freire não ocupou qualquer cargo eletivo. Viajou para Paris, como representante do governo do estado do Espírito Santo, a fim de negociar o empréstimo já realizado e ao mesmo tempo angariar novos fundos para terminar a construção da Estrada de Ferro Sul do Espírito Santo, tendo em conta sua importância econômica para interligar a capital com a região produtora de café, polarizada por Cachoeiro de Itapemirim. De lá, sofreu diversas críticas pelo principal jornal de oposição, Commercio do Espírito Santo, editado por Torquato Moreira, seu ex-correligionário. Esteve no Espírito Santo em duas oportunidades para solucionar as crises políticas emergentes no interior do Partido Republicano Construtor. A primeira em 1897, com a renúncia do presidente Graciano dos Santos Neves, e a segunda, anos depois, quando evitou nova renúncia, dessa vez de José Marcelino Pessoa de Vasconcelos. Tornou-se elo aglutinador do partido, angariando novos adeptos como Luís de Siqueira da Silva Lima e seu sobrinho Bernardo Horta de Araújo, além de Alfeu Adolfo Monjardim de Andrade e Almeida (Barão de Monjardim) e todo o seu clã político, do pequeno Partido Autonomista.
Bastante forte dentro do partido, Muniz Freire se credenciou para concorrer a mais um mandato como presidente do estado, considerado por seus sequazes o único capaz de enfrentar a crise fiscal que havia atingido o Espírito Santo. No segundo quatriênio como presidente do estado (1900 a 1904), enfrentou o agravamento da crise fiscal, limitando sua administração a sanear a dívida e manter até a metade do trajeto - Matilde - as obras da Estrada de Ferro Sul do Espírito Santo. Encerrou seu governo desgastado, sem conseguir evitar o aumento da dívida do estado do Espírito Santo, o que o levou a declarar uma moratória junto aos credores. Entregou um governo em dificuldades financeiras a seu aliado, Henrique da Silva Coutinho, em 1904.
Ao deixar o governo, foi eleito senador no ano seguinte, para a vaga do próprio Henrique da Silva Coutinho, quando esse assumiu o governo do estado. O mandato durou um ano, tempo restante para completar os 9 anos constitucionais do senador anterior. Ainda em 1905, rompe com seu aliado em virtude de divergências nas eleições da Câmara Municipal de Vitória, passando, a partir de então, a fazer ferrenha oposição ao governante que havia ajudado a eleger. Tendo em vista as dificuldades da oposição perante o sistema oligárquico da Primeira República, enfraqueceu-se politicamente, além de ter contribuído diretamente para rachar politicamente o partido.  
Em 1906, nas eleições para o Legislativo federal, candidatou-se à reeleição ao Senado, encabeçando uma chapa com diversos correligionários. Concorreu com o antigo correligionário e outrora ferrenho defensor, o deputado estadual Augusto Calmon. A derrota para a máquina do governo do estado foi inevitável, porém, tendo importantes aliados no cenário político nacional - tais como o senador José Gomes Pinheiro Machado e o então vice-presidente da República Afonso Pena - conseguiu que sua chapa vencesse o pleito eleitoral, sensibilizando a Comissão verificadora dos poderes tanto da Câmara federal quanto do Senado, causando considerável dano político a seus adversários.
De volta ao Senado, teve atuação marcante denunciando diversas ações, consideradas criminosas por ele, do governo de seu adversário, chegando inclusive a pleitear, sem sucesso, junto ao já presidente da República Afonso Pena, uma possível Intervenção federal no estado do Espírito Santo. Por sua vez, motivou o presidente da República a mediar, por meio do deputado federal João Luís Alves, a sucessão do governo do estado. O nome de consenso escolhido, com a discreta anuência de Muniz Freire, então consultado, foi o de Jerônimo de Sousa Monteiro. A aproximação desse com o deputado mineiro rendeu-lhe uma vaga no estado para disputar o Senado, episódio denunciado mais tarde pelo senador Coelho Lisboa, como tentativa de Afonso Pena de montar uma oligarquia no estado.
Durante os últimos anos em que foi Senador, realizou uma ferrenha oposição ao governo de Jerônimo de Sousa Monteiro, tendo prejudicado a tentativa do mesmo em se tornar presidente da Empresa de Correios e Telégrafos. Foi aliado de Ruy Barbosa, quando este se empenhou na fundação do Partido Republicano Liberal. Longe do controle político do estado, nas mãos de seu maior algoz, amargou importantes derrotas políticas e além de tudo, teve o jornal a ele historicamente ligado, O Estado do Espírito Santo, empastelado, perdendo assim seu canal de comunicação com a sociedade capixaba. Surpreendentemente, contudo, apoiou Bernardino de Sousa Monteiro quando esse se candidatou à presidência do estado, em 1916, posicionando-se contra a intervenção federal do presidente Venceslau Brás no estado, durante a Revolta do Xandoca.
Após terminar o mandato, em 1914, concorreu em dois pleitos eleitorais: a senador e deputado no ano seguinte, sendo duplamente derrotado por Domingos Vicente Gonçalves de Sousa, antigo correligionário, e seu principal algoz, Jerônimo de Sousa Monteiro. Já debilitado pela saúde frágil que sempre o acompanhou, em 1918 foi novamente derrotado quando disputou o senado, contra o mesmo Jerônimo de Sousa Monteiro. 
Morreu em 3 de abril do mesmo ano, no Rio de Janeiro. E lá foi enterrado, no Cemitério de São João Batista.